# ميها لابورنيك
ميها لابورنيك (بالسلوفينية: Miha Lapornik)‏ مواليد 18 أكتوبر 1993 في تسليه، هو لاعب كرة سلة سلوفيني. بدأ مسيرته الاحترافية في سنة 2010. يلعب مع بلباو باسكت. يحمل الرقم 13.

## المسيرة الاحترافية
لعب مع زلاتوروج لاشكو من سنة 2010 إلى 2015، ثم لعب مع نادي أوليمبيا لكرة السلة في موسم 2015–2016، ثم لعب مع بلباو باسكت في الدوري الإسباني في سنة 2016.

## روابط خارجية
- ميها لابورنيك على موقع الاتحاد الدولي لكرة السلة (الإنجليزية)
- ميها لابورنيك على موقع الدوري الإسباني لكرة السلة (الإسبانية)
- ميها لابورنيك على موقع كرة السلة الأوروبية.كوم (الإنجليزية)
- ميها لابورنيك على موقع ريلجم (الإنجليزية)
- ميها لابورنيك على موقع بروبوليرز (الإنجليزية)
- ميها لابورنيك على موقع سبورتس رفرنس (الإنجليزية)